# Jacques Ancet
Jacques Ancet es un poeta y traductor francés nacido el 14 de julio de 1942 en Lyon.

## Biografía
Después de realizar estudios superiores en esta misma ciudad, fue lector de francés en la Universidad de Sevilla; más tarde consiguió ganar la oposición para ejercer como profesor de español, labor que ha desempeñado durante más treinta años en las Grandes Escuelas, antes de dedicarse a su trabajo de escritor y de traductor cerca de Annecy, donde reside.

## Premios
- el 16 de septiembre de 2012, recibe la Pluma de Oro 2013 de la Sociedad de las Autoras de la región de Saboya en el castillo de Clermont (Alta-Saboya).
- el premio Guillaume-Apollinaire en 2009
- el premio de poesía Charles Vidrac de la Sociedad de la gente de letras en 2006
- el premio Hérédia de la Academia Francesa en 2006
- la Beca de traducción del Premio europeo de literatura en 2006
- el premio Ródano-Alpes del Libro en 1994
- el premio de traducción Nelly Sachs en 1992

### Prosa
- La Ligne de crête, Tertium Éditions, 2007
- Image et récit de l'arbre et des saisons, André Dimanche, 2002
- Le Dénouement, Opales, 2001
- Obéissance au vent - IV La tendresse, Mont Analogue Éditeur, 1997 'réed. publie.net 2011, publie.papier, 2012)
- Obéissance au vent - III Le silence des chiens, Ubacs, 1990 (réed. publie.net, 2009, publie.papier, 2012)
- Obéissance au vent - II La mémoire des visages, Flammarion, 1983
- Obéissance au vent - I L'incessant, Flammarion, 1979

### Teatro
- Au Pied du Mur, avant-propos : Nasser-Edine Boucheqif, Col. Paroles de Seine, Polyglotte-C.i.c.c.a.t, 2013.